# Golden Boy (1939)

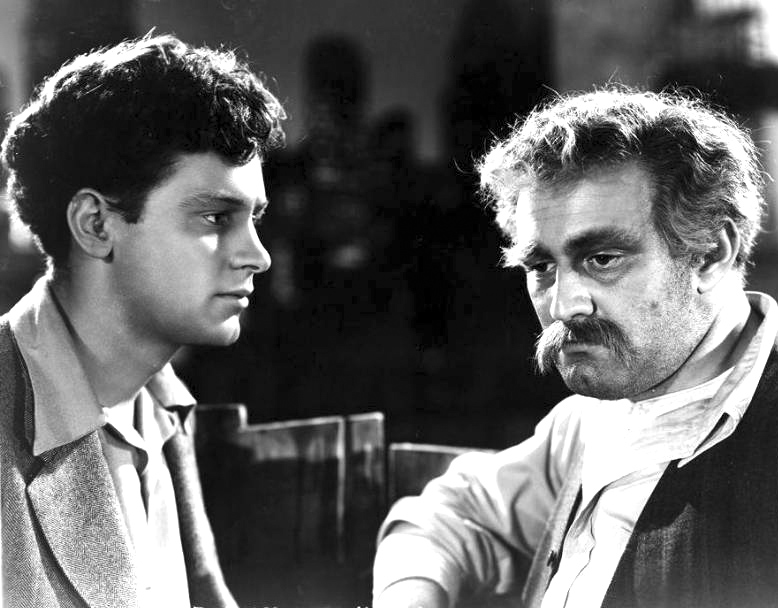
William Holden und Lee J. Cobb im Film "Golden Boy", 1939

Golden Boy ist ein US-amerikanischer Spielfilm nach dem gleichnamigen Theaterstück von Clifford Odets. Er wurde 1939 von Columbia Pictures produziert und verhalf William Holden, dem Darsteller des Protagonisten, zum Durchbruch. In den USA kam er am 5. September 1939 in die Kinos.

## Handlung
Ein junger, vielversprechender Violinist in Geldnöten steht vor der Frage, ob er als Boxer Geld verdienen, dabei aber Handverletzungen riskieren soll, oder auf das große Geld verzichten soll. Sein Vater, Mr. Bonaparte senior, wünscht, dass der Sohn sein musikalisches Talent weiter ausbildet, und kauft ihm eine teure Violine, doch Joe Bonaparte überredet den nahezu bankrotten Manager Tom Moody, ihn einen Versuch im Boxsport machen zu lassen, und steigt hier schnell auf. Als er sich dann doch noch anders entscheiden will, hält ihn Lorna im Auftrag Moodys zunächst noch bei der Stange. Doch nachdem der Gangster Eddie Fuseli den Wunsch geäußert hat, sich an dem Gewinn zu beteiligen bzw. „ein Stück von Joe zu kaufen“, und nachdem Joe einen Gegner im Ring tödlich verletzt hat, ändern sich sowohl seine als auch Lornas Einstellung. Er zieht sich aus dem Boxsport zurück und kehrt zu seinem Vater und der Musik zurück.

## Hintergrund
Das gleichnamige Stück von Clifford Odets, der damals mit der Schauspielerin Luise Rainer verheiratet war, lief in der Saison 1937/38 mit einigem Erfolg am Broadway und schaffte insgesamt 250 Aufführungen. Die Hauptrollen hatten Luther Adler und Frances Farmer. Während der sog. road shows, also der Tour des Stücks durch das restliche Land übernahm Nancy Carroll die weibliche Hauptrolle, während unter anderem auch Elia Kazan und John Garfield den Part des Joe spielten.
Mit dem Kauf der Filmrechte durch Columbia Pictures gingen auch etliche Änderungen im Handlungsverlauf einher. Während das Stück mit dem Tod von Joe und Lorna bei einem Autounfall
endet, verlangte das Studio ein Happy End. Auch die kapitalismuskritischen Kommentare im Stück wurden herausgenommen. Ebenso musste aufgrund der strengen Zensurvorschriften der Zeit die Beziehung zwischen Lorna und Tom, die im Stück ein Verhältnis haben, weniger eindeutig gestaltet werden. Clifford Odets weigerte sich daraufhin, das Drehbuch zu schreiben.
Wesentlich schwerer war jedoch die Besetzung des Films. Für die weibliche Rolle der Lorna Moon, the tough Dame from Newark war zunächst Jean Arthur vorgesehen, die jedoch ablehnte. Die zweite Wahl fiel auf Ann Sheridan, doch weigerten sich Warner Brothers die Schauspielerin auszuleihen. Am Ende übernahm Barbara Stanwyck die Rolle und kehrte erstmals seit 1933 und The Bitter Tea of General Yen in das Studio zurück, das sie zum Star gemacht hatte.
Für die Rolle des Joe Bonaparte wurden insgesamt 65 Schauspieler getestet bzw. in Betracht gezogen, darunter bekannte Namen wie Robert Taylor und Tyrone Power. Studioboss Harry Cohn wollte schließlich Richard Carlson engagieren, doch hinderte dessen Engagement am Broadway ihn, die Rolle zu übernehmen. Es war schließlich Rouben Mamoulian, der sich für William Holden einsetzte, der bislang nur als Statist oder in winzigen Nebenrollen zu sehen war. Barbara Stanwyck nahm sich des Neulings an und übte während der gesamten Dreharbeiten sehr intensiv mit dem unerfahrenen Holden die Rolle. Sie setzte sich auch für ihn ein, als das Studio William Holden nach zwei Wochen Drehzeit ersetzen wollte. Holden gab eine sehr gute Darstellung und unterschrieb einen langjährigen Vertrag mit dem Studio. Bis an sein Lebensende sandte er jedes Jahr am Tag des Drehbeginns von Golden Boy einen großen Strauß Rosen an Stanwyck, um ihr für ihre Hilfe zu danken.

## Kritiken
„Nach einem sozialkritischen Bühnenstück entstandenes Melodram, das eine Anklage des Geschäfts mit dem Boxsport mit einem individuellen Erkenntnis- und Wandlungsprozess verbindet. Ein unaufwendig produzierter, ganz auf die solide agierenden Darsteller zugeschnittener Film, der bemerkenswerte Intensität erreicht.“

## Auszeichnung
Victor Young war 1940 für den Oscar in der Kategorie Beste Filmmusik nominiert.